# Rebecca Zlotowski
Rebecca Myriam Clara Zlotowski (Parigi, 21 aprile 1980) è una regista e sceneggiatrice francese di origini ebraico-polacche da parte paterna ed ebraico-marocchine da parte materna.

## Filmografia

### Regista e sceneggiatrice
- Belle épine (2010)
- Grand Central (2013)
- Planetarium (2016)
- Un'estate con Sofia (Une fille facile) (2019)
- I figli degli altri (Les Enfants des autres) (2022)
- Vie privée (2025)

### Sceneggiatrice
- Jimmy Rivière, regia di Teddy Lussi-Modeste (2011)
- Les rencontres d'après minuit, regia di Yann Gonzalez (2013)
- Malgré la nuit, regia di Philippe Grandrieux (2015)
- Il prezzo del successo (Le Prix du succès), regia di Teddy Lussi-Modeste (2017)
- Emmanuelle, regia di Audrey Diwan (2024)